# Championnats de Hongrie d'escrime 1906
Navigation
Édition précédente Édition suivante
Les championnats de Hongrie d'escrime 1905 ont lieu les 11 avril et 12 avril 1906 à Budapest. Ce sont les septième championnats d'escrime en Hongrie. Ils sont organisés par la MVSz.
Les championnats comportent seulement deux épreuves, le fleuret masculin et le sabre masculin. Pour la deuxième année consécutive, Béla Békessy remporte les deux épreuves.

## Classements
| Épreuves          | Or               | Argent           | Bronze           |
| ----------------- | ---------------- | ---------------- | ---------------- |
| Fleuret           |                  |                  |                  |
| Hommes individuel | Béla Békessy MAC | Péter Tóth MAC   | Antal Hámos MAC  |
| Sabre             |                  |                  |                  |
| Hommes individuel | Béla Békessy MAC | Gyula Halász MAC | Jenő Szántay MAC |